# Dawid Mocke

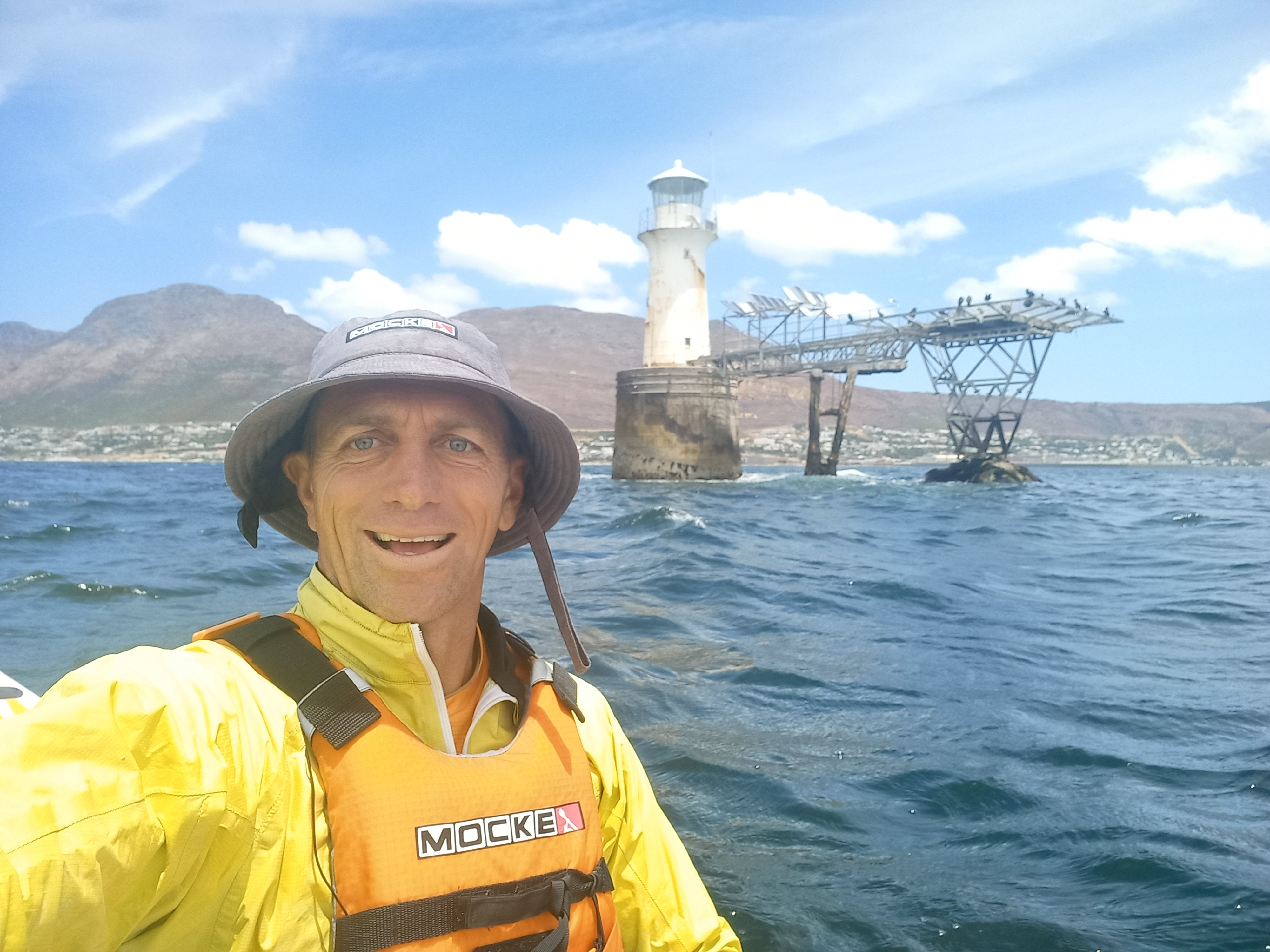
Dawid Mocke no Farol Roman Rock em Simonstown.

Dawid John Steyn Mocke (1 de setembro de 1977) é um atleta de surf ski sul-africano, empresário e personalidade desportiva. Durante a sua carreira de desporto, ele representou a África do Sul internacionalmente e ganhou vários títulos mundiais e nacionais sul-africanos de surf ski e caiaque.
Em 2010, Mocke e o seu irmão Jasper venceram o SA Doubles Champs e também o US Surfski Champs. No mesmo ano, foi também nomeado desportista do ano no Western Cape Provincial Sport Awards.
Em 2014, Mocke e o seu irmão, Jasper, conquistaram seu 4º título nacional de pares.

## Conquistas notáveis
Dawid fundou a primeira escola de surf ski do mundo em 2002. Em 2012 lançou uma marca de equipamento para caiaque. Em 2016 e 2017, ele juntou-se às expedições da Fundação Lewis Pugh na Antártida 2020 como caiaque de segurança.

## Seleções nacionais
Ele representou a África do Sul no salvamento de surf entre 1999 e 2004; na canoagem de maratona em 2001 (K2, Stockton on Tees) e mais recentemente em corrida oceânica, no Campeonato Mundial, em Perth, na Austrália.

## Títulos mundiais
Em 2001, ele começou a praticar caiaque surfski e ganhou quatro títulos consecutivos no International World Surfski Series entre 2009 e 2012.

## Treino de surfski
A sua carreira como atleta de surfski começou como treinador. Em 2002, Dawid e a sua esposa Nikki Mocke fundaram a Surfski School como meio de ensinar e treinar surfski. Desde que fundou a Surfski School, Dawid tem contribuído imensamente para o crescimento e desenvolvimento do desporto em todo o mundo.
Em 2009 ele produziu um DVD de aprendizagem de surfski.
Em 2010, ele contribuiu para o livro Surfski with the Pro's.
Em 2016, ele foi autor do Manual de Treino de Surfski da Federação Internacional de Canoagem.

## Resumo de títulos
- 4 x Campeão do World Surfski Series 2009, 2010, 2011, 2012
- 3 x Campeão Sul-Africano de Surfski 2005, 2010, 2015
- 1 x Campeão Canadiano de Surfski 2016
- 1 x Campeão de Downwind da Cidade do Cabo 2015 (SA Champs)
- 3 x Campeão da Corrida Memorial Pete Marlin 2013, 2014, 2015
- 3 x Campeão do Mauritius Ocean Classic 2011, 2012, 2013
- 1 x “The Doctor” Perth (principal evento de remo oceânico da Austrália) Campeão 2010
- 2 x Dubai Shamaal Campeão de Corrida de Surfski Mais Rico do Mundo 2006, 2007
- 1 x Campeão da Copa do Mundo de Durban 2010
- 1 x Euro Challenge Campeão da maior corrida de surfski da Europa 2010
- 5 x Campeão de Surfski dos EUA 2005, 2006, 2010, 2011, 2012
- 3 x Campeão do Hong Kong Dragon Run 2007, 2008, 2010
- 4 x Defis Kayak Champion Guadalupe, Caribe 2009, 2011, 2012, 2013
- 4 x King of the Harbour Auckland, vencedor da Nova Zelândia em 2004, 2005, 2007, 2014
- 2 x Campeão do Desafio Cape Point 2005, 2009
- 5 x Scottburgh para Brighton Champion 04,05 (SA Champs), 09, 2010, 2011
- 10 x Campeão da Summer Surfski Series Cape Town
- 6 Representação da Seleção Nacional da África do Sul – 3 Salva-vidas de surf 1999, 2003, 2004, 4 Canoagem 2002, 2005-2007
- Campeão Sul-Africano de Surf Salva-vidas - SA Salva-vidas Victor Ludorum, 2005, Surfski Sprint Simples e Duplas, 2005, 2010, Paddleboard 1997, 2001, 2005